# All the Good Shit
All the Good Shit: the Best of Sum 41 (международный выпуск) и 8 Years of Blood, Sake, and Tears: The Best of Sum 41 2000—2008 (выпущен в Японии) — первый альбом сборник Sum 41, выпущен 26 ноября 2008 года в Японии, 17 марта 2009 в мире и 31 марта 2009 в Канаде. Альбом включает все синглы группы (кроме «Some Say» и «No Reason»), также на нём появилась новая песня «Always» и две концертные версии ранних песен группы «The Hell Song» и «Motivation». Как только появился список песен альбома, то в нём песня «Always» называлась «Steering Wheels», но 11 ноября она появилась в сети под своим нынешним названием. Также издание включает DVD почти со всеми клипами группы (кроме «Handle This» и «Some Say»).

Обложка японского издания под названием «8 Years of Blood, Sake and Tears: The Best of Sum 41 2000—2008»

## Список композиций

### CD
1. «Still Waiting» (из альбома Does This Look Infected?)
2. «The Hell Song» (из альбома Does This Look Infected?)
3. «Fat Lip» (из альбома All Killer No Filler)
4. «We're All to Blame» (из альбома Chuck)
5. «Walking Disaster» (из альбома Underclass Hero)
6. «In Too Deep» (из альбома All Killer No Filler)
7. «Pieces» (из альбома Chuck)
8. «Underclass Hero» (из альбома Underclass Hero)
9. «Motivation» (из альбома All Killer No Filler)
10. «Makes No Difference» (из альбома Half Hour of Power)
11. «With Me» (из альбома Underclass Hero)
12. «Handle This» (из альбома All Killer No Filler)
13. «Over My Head (Better Off Dead)» (из альбома Does This Look Infected?)
14. «Pain for Pleasure» (из альбома All Killer No Filler)

8 Years of Blood, Sake and Tears бонусные песни
1. «Always» (Появилась первый раз в этом альбоме)
2. «The Hell Song» (Запись с концерта Orange Lounge в Торонто, бонусная песня)
3. «Motivation» (Запись с концерта House of Blues, Cleveland Ohio, бонусная песня)

All the Good Shit бонусные песни
1. «Always»
2. «Motivation» (Запись с концерта House of Blues, Cleveland Ohio)

### DVD
(Клипы)
1. «Fat Lip»
2. «Pain for Pleasure»
3. «Makes No Difference»
4. «In Too Deep»
5. «Motivation»
6. «The Hell Song»
7. «Over My Head (Better Off Dead)»
8. «Still Waiting»
9. «We’re All to Blame»
10. «Pieces»
11. «Underclass Hero»
12. «Walking Disaster»
13. «With Me»

## Участники записи
- Дерик «Bizzy D» Уибли — ведущая гитара (в 5, 8, 10, 11, 15 песнях), вокал, ритм-гитара, фортепиано (во всех песнях)
- Стив «Stevo32» Джоз — барабаны, бэк-вокал (во всех песнях)
- Дэйв «Brownsound» Бэкш — гитара, бэк-вокал (везде, кроме 5, 8, 10, 11, 15, 16, 17 песен)
- Джейсон «Cone» МакКэслин — бас, бэк-вокал (во всех песнях)
- Том «Brown Tom» Такер — соло-гитара, бэк-вокал (в 16 и 17 песнях)